# Chiesa-oratorio di San Pietro
La chiesa-oratorio di San Pietro, a Campione d'Italia è un edificio religioso che si trova a Campione d'Italia.

## Storia
La costruzione viene citata per la prima volta in documenti storici risalenti al 1148. Grazie a scavi archeologici si è potuto appurare che nell'Alto Medioevo qui era presente una necropoli, poi nell'VIII secolo venne edificata una chiesa dedicata ai santi Nazario e Vittore; nel XII secolo l'edificio venne ricostruito in onore di San Pietro (la vecchia navata venne utilizzata come nartece della nuova costruzione). Nel tardo medioevo la chiesa subì diversi rimaneggiamenti e nel XVIII secolo il suo interno venne sostanzialmente modificato.

## Descrizione
La chiesa si presenta con una pianta ad unica navata, sovrastata da una volta a crociera. Durante le fasi di restauro del 1996, nel pavimento è stata inserita una vetrata sotto cui sono visibili le fondamenta dell'antica abside ed una sepoltura di epoca longobarda. L'interno è ornato con affreschi risalenti al XIV secolo.